# Birendra del Nepal
Birendra Bir Bikram Shah Dev (वीरेन्द्र वीर विक्रम शाहदेव - Vīrendra Vīra Vikrama Śāhadeva; Katmandu, 28 dicembre 1945 – Katmandu, 1º giugno 2001) è stato re del Nepal dal 1972 al 2001.

## Biografia

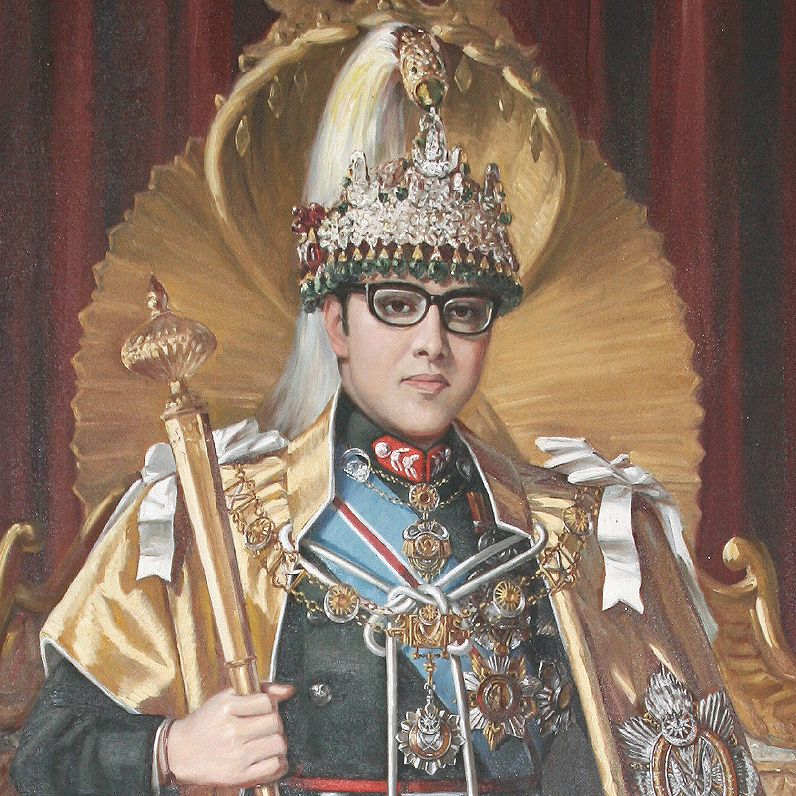
Re Birendra Bir Bikram Shah

Nacque il 28 dicembre 1945 a Kathmandu, figlio primogenito del re Mahendra e della principessa Indra. Studiò a Darjeeling (India), Eton (Inghilterra), Tokyo (Giappone) e Harvard (Stati Uniti d'America). Fu incoronato il 24 febbraio 1975 e inizialmente seguì la politica del padre Mahendra, preferendo per il paese il sistema dei Panchayat (assemblee locali) alla democrazia partitica.
Nel 1990 fu costretto, anche in seguito alle proteste popolari (Jana Andolan), a concedere una Costituzione e ad indire libere elezioni dopo avere abbandonato il ruolo di sovrano assoluto. Venne assassinato insieme alla consorte Aishwarya (e sua cugina di secondo grado) e ad altri parenti il 1º giugno 2001, durante il massacro dei reali nepalesi, per mano del figlio Dipendra, il quale era in preda ad una crisi collerica scatenata dal rifiuto dei genitori medesimi della sposa da lui scelta.

## Discendenza
Birendra e sua moglie la regina Aishwarya Rajya Lakshmi Devi ebbero tre figli:
1. Re Dipendra (27 giugno 1971 – 4 giugno 2001; 29 anni), celibe. Uccise i genitori e molti altri parenti nel massacro del 1 giugno;
2. Principessa Shruti (15 ottobre 1976 – 1º giugno 2001; 24 anni), si sposò con Kumar Gorakh Shamsher Jang Bahadur Rana ed ebbe figli;
3. Principe Nirajan (6 novembre 1978 – 1º giugno 2001; 22 anni), celibe.

## Genealogia
|                                                                      |                                                                |                                                               | Genitori       |  |  | Nonni |  |  | Bisnonni                                      |  |  | Trisnonni                                |  |
|                                                                      |                                                                |                                                               |                |  |  |       |  |  | Prithvi Prithvi Bir Bikram Shah, re del Nepal |  |  | Trailokya, Principe ereditario del Nepal |  |
|                                                                      |                                                                |                                                               |                |  |  |       |  |  | Prithvi Prithvi Bir Bikram Shah, re del Nepal |  |  | Trailokya, Principe ereditario del Nepal |  |
|                                                                      |                                                                | Lalit Rajya Lakshmi Devi                                      |                |  |  |       |  |  | Prithvi Prithvi Bir Bikram Shah, re del Nepal |  |  |                                          |  |
| Tribhuvan Bir Bikram Shah Dev, re del Nepal                          |                                                                |                                                               |                |  |  |       |  |  | Prithvi Prithvi Bir Bikram Shah, re del Nepal |  |  |                                          |  |
|                                                                      |                                                                | Divyeshwari Rajya Lakshmi Devi, principessa Rajput del Punjab | …              |  |  |       |  |  |                                               |  |  |                                          |  |
|                                                                      |                                                                | Divyeshwari Rajya Lakshmi Devi, principessa Rajput del Punjab | …              |  |  |       |  |  |                                               |  |  |                                          |  |
|                                                                      |                                                                | Divyeshwari Rajya Lakshmi Devi, principessa Rajput del Punjab | …              |  |  |       |  |  |                                               |  |  |                                          |  |
| Mahendra Bir Bikram Shah Dev, re del Nepal                           |                                                                | Divyeshwari Rajya Lakshmi Devi, principessa Rajput del Punjab |                |  |  |       |  |  |                                               |  |  |                                          |  |
|                                                                      |                                                                | Arjan Singh Sahib, Raja di Chhatara, Barhgaon e Oudh          | …              |  |  |       |  |  |                                               |  |  |                                          |  |
|                                                                      |                                                                | Arjan Singh Sahib, Raja di Chhatara, Barhgaon e Oudh          | …              |  |  |       |  |  |                                               |  |  |                                          |  |
|                                                                      |                                                                | Arjan Singh Sahib, Raja di Chhatara, Barhgaon e Oudh          | …              |  |  |       |  |  |                                               |  |  |                                          |  |
| Kanti Rajya Lakshmi Devi                                             |                                                                | Arjan Singh Sahib, Raja di Chhatara, Barhgaon e Oudh          |                |  |  |       |  |  |                                               |  |  |                                          |  |
|                                                                      |                                                                | Krishnavati Devi Sahiba                                       | …              |  |  |       |  |  |                                               |  |  |                                          |  |
|                                                                      |                                                                | Krishnavati Devi Sahiba                                       | …              |  |  |       |  |  |                                               |  |  |                                          |  |
|                                                                      |                                                                | Krishnavati Devi Sahiba                                       | …              |  |  |       |  |  |                                               |  |  |                                          |  |
| Birendra Bir Bikram Shah Dev                                         |                                                                | Krishnavati Devi Sahiba                                       |                |  |  |       |  |  |                                               |  |  |                                          |  |
|                                                                      | Juddha Shamsher Jang Bahadur Rana, Maragià di Lambjang e Kaski | Dhir Shamsher Jang Bahadur Rana, Maragià di Lambjang e Kaski  |                |  |  |       |  |  |                                               |  |  |                                          |  |
|                                                                      | Juddha Shamsher Jang Bahadur Rana, Maragià di Lambjang e Kaski | Dhir Shamsher Jang Bahadur Rana, Maragià di Lambjang e Kaski  |                |  |  |       |  |  |                                               |  |  |                                          |  |
|                                                                      | Juddha Shamsher Jang Bahadur Rana, Maragià di Lambjang e Kaski | Juhar Kumari Devi                                             |                |  |  |       |  |  |                                               |  |  |                                          |  |
| Hari Shamsher Jang Bahadur Rana, Maragià di Lambjang e Kaski         | Juddha Shamsher Jang Bahadur Rana, Maragià di Lambjang e Kaski |                                                               |                |  |  |       |  |  |                                               |  |  |                                          |  |
|                                                                      |                                                                | Jetha Bada Maharani Padma Kumari, degli Shah di Gulmi         | N. Bikram Shah |  |  |       |  |  |                                               |  |  |                                          |  |
|                                                                      |                                                                | Jetha Bada Maharani Padma Kumari, degli Shah di Gulmi         | N. Bikram Shah |  |  |       |  |  |                                               |  |  |                                          |  |
|                                                                      |                                                                | Jetha Bada Maharani Padma Kumari, degli Shah di Gulmi         | …              |  |  |       |  |  |                                               |  |  |                                          |  |
| Indra Rajya Lakshmi Devi, della Casa dei Rana                        |                                                                | Jetha Bada Maharani Padma Kumari, degli Shah di Gulmi         |                |  |  |       |  |  |                                               |  |  |                                          |  |
|                                                                      |                                                                | N. Bikram Shah                                                | N. Bikram Shah |  |  |       |  |  |                                               |  |  |                                          |  |
|                                                                      |                                                                | N. Bikram Shah                                                | N. Bikram Shah |  |  |       |  |  |                                               |  |  |                                          |  |
|                                                                      |                                                                | N. Bikram Shah                                                | …              |  |  |       |  |  |                                               |  |  |                                          |  |
| Megha Kumari Rajya Lakshmi, sorella del colonnello Mohan Bikram Shah |                                                                | N. Bikram Shah                                                |                |  |  |       |  |  |                                               |  |  |                                          |  |
|                                                                      |                                                                | …                                                             | …              |  |  |       |  |  |                                               |  |  |                                          |  |
|                                                                      |                                                                | …                                                             | …              |  |  |       |  |  |                                               |  |  |                                          |  |
|                                                                      |                                                                | …                                                             | …              |  |  |       |  |  |                                               |  |  |                                          |  |
|                                                                      |                                                                | …                                                             |                |  |  |       |  |  |                                               |  |  |                                          |  |